# 三井住友トラストTAソリューション
三井住友トラストTAソリューション株式会社（みついすみともとらすとてぃーえーそりゅーしょん、英：Sumitomo Mitsui Trust TA Solution Co.,Ltd）は、三井住友信託銀行、東京証券代行、日本証券代行から株主名簿管理業務を中心とした各種業務を受託している企業。三井住友信託銀行の完全子会社。

## 事業内容
- コンピューターによるシステムの開発および運営[1]
- コンピューターによるシステムを活用した委託会社・株主のデータ処理業務の受託[1]

## 沿革
2002年8月 - 住友信託銀行（現三井住友信託銀行）および日本証券代行の共同出資により「日本TAソリューション株式会社」として設立。
2002年9月 - 住友信託銀行より証券代行事業のシステム開発・運営、データ処理部門の営業権譲受。
2002年10月 - 住友信託銀行を株主名簿管理人とする会社の証券代行業務受託、業務開始。
2004年7月 - 日本証券代行を株主名簿管理人とする会社の証券代行業務受託。
2013年1月 - 東京証券代行を株主名簿管理人とする会社の証券代行業務受託。
2013年3月 - 三井住友信託銀行の100％出資子会社となり、商号を「三井住友トラストTAソリューション株式会社」に変更。

## 不祥事
2020年9月24日に三井住友信託銀行が公表したプレスリリースによると、三井住友信託銀行、東京証券代行、日本証券代行から当社に委託された株主総会の議決権行使集計業務について、当社が委託された集計業務を再委託した日本株主データサービスにおいて、2020年5月から7月に開催された株主総会のうち合計975社で株主総会の議決権行使を巡り、期限当日に届いた議決権行使書を集計から外すといった不適切処理が行われていた。